# Karin Maar
Karin Maar, coniugata Fields e, successivamente, McRobert (Melbourne, 11 giugno 1953), è un'ex cestista australiana.

## Carriera
Con l'Australia ha disputato tre edizioni dei Campionati del mondo (1975, 1979, 1983).